# Yelawolf
Michael Wayne Atha (Gadsden, Alabama; 30 de diciembre de 1979) es un popular rapero del estilo Hip-Hop y de la tribu Echota Cherokee de Alabama. Desde 2008 combina el género rap con country, folk y rock. Comenzó grabando mixtapes durante un periodo en el que estuvo lesionado debido a la práctica de skate. Su debut fue con el mixtape "Creekwater". En 2010 fue contratado por la discográfica de Eminem, Shady Records. También cuenta con su propia discográfica llamada Slumerican Records. Su último álbum fue Love Story del 2015.

## Biografía
Michael Wayne Atha nació el 30 de diciembre de 1979, en Gadsden, Alabama.Cuando su madre tenía 15 años, su padre lo abandonó, y él nunca lo conoció. Empezó a escuchar rap mientras crecía. Una tarde con sus amigos, uno de ellos le enseñó un tema y empezó a investigar sobre él. Saltó a la fama en 2005 tras lanzar su mixtape Creekwater, posteriormente lanzó Trunk Muzik 0-60. Poco después fichó con Shady Records donde trabajó en su primer disco de estudio, Radioactive, obteniendo fama internacional. En 2013 anunció que iba a trabajar en Trunk Muzik Returns, el cual fue estrenado el 14 de marzo de ese mismo año. El 21 de abril de 2015, lanzó bajo la firma de Shady Records su último álbum llamado 'Love Story', en el cual cuenta con los singles: Box Chevy V, Till It's Gone, Whiskey in A Bottle, American You, Best Friend", con la colaboración de Eminem, como única colaboración del disco. En su primera semana de salida se vendieron más de 60,000 copias. En total, desde 2005 hasta 2016, ha lanzado 2 álbumes y 6 mixtapes.

### Infancia
Yelawolf nació en Gadsden, Alabama, aunque cambió de ciudad muchas veces durante su infancia (Nashville, Tennessee, Antioch, etc.). Él califica su niñez como llena de "Rock And Roll", ya que su madre estaba casi siempre bajo la influencia de la cocaína, y lo tuvo a los 16 años, sin un padre que lo cuidara, con niñeras que lo abusaban. Muchas veces, tuvo que ayudar a su madre a superar rupturas amorosas, y comenzó a fumar y beber a la edad de seis y diez años (habla de estos temas en canciones como "The Last Song", "Disappear" y "Sky's The Limit"). Empezó a escuchar hip-hop en la Carter Lawrence School de Nashville, durante un recreo, momento en el que comenzó a admirar la cultura hip-hop.

### Vida personal
Cuando vivió en Berkeley, California, vivía la mayoría del tiempo en People's Park. Vivía sin tener un hogar y pedía comida a la gente. Al volver a Alabama, él y su madre seguían sin dinero, viviendo en caravanas. Cuando llegó a la mayoría de edad, se mudó a Seattle, donde comenzó a trabajar y a ganar dinero. Sus mayores referencias musicales fueron Lynyrd Skynyrd, Michael Jackson, Johnny Cash, Chris Brown, Metallica, Snoop Dogg y Big Hank, entre muchos otros. En 2013 contrajo matrimonio con la cantante Fefe Dobson. Tras un matrimonio, tuvo a sus dos hijos con Sonora Rosario Dobson.

### Carrera
Apareció en el reality show 'The Road To Stardom With Missy Elliott', en el que llamó la atención y del cual fue eliminado. Tras eso, Yelawolf lanzó un álbum debut en 2005 independiente llamado 'Creekwater', además de los mixtapes 'Pissn' in a Barrel of Beez' y 'Stereo: A HipHop Tribute to Classic Rock'. Dos años después, fue contratado por Columbia Records y lanzó un single llamado 'Kickin'. También sacó dos mixtapes en Columbia titulados 'Ball Of Flames' y 'The Ballad of Slick Rick'.
En 2009, fichó para Ghet-O Vision Entertainment, donde trabajó en otro mixtape titulado 'Arena Rap EP' y otro llamado 'Trunk Muzik'. Las ventas y reproducciones de ese mixtape hicieron que Yelawolf ganara fama, y luego fichó por Interscope Records, sacando su primer proyecto allí 'Trunk Muzik 0-60'. Poco después, fue fichado por Shady Records y apareció en la portada de la revista XXL junto a Eminem y Slaughterhouse, para confirmarlo. Estuvo en la lista del 'Top 11 Freshmen del 2011' de la revista XXL junto a otros raperos como Kendrick Lamar, Big K.R.I.T y Mac Miller.
Estrenó su álbum debut con Shady el 14 de abril de 2011, titulado 'Radioactive'. Yelawolf fue parte del videojuego Driver: San Francisco con el estreno de su nuevo tema 'No Hands', poco después sacó un nuevo single con Lil Jon llamado 'Hard White', tiempo después 'Let's Roll' junto con Kid Rock, que se convirtieron en singles para 'Radioactive'. 'Radioactive' entró en el número #27 de los Billboard Hot 100 en su primera semana. La revista The Source lo clasificó como el mejor álbum de 'medio clásico' de la historia, dejando una puntuación de 4.5/5.
En 2012, anunció un EP junto con Ed Sheeran de 10 minutos con 4 canciones. En ese mismo año, sacaría otro EP junto a su amigo, el baterista de la banda blink-182 Travis Barker, llamado 'PSYCHO WHITE'.
A principios de 2013, anunció la salida de la secuela de 'Trunk Muzik' que sería lanzada el 14 de marzo bajo el nombre de 'Trunk Muzik Returns', con los singles 'F.A.S. T Ride' y 'Way Out', entre otros temas, en los que contó con apariciones de A$AP Rocky, Big Henry, entre otros.
Finalmente, el 31 de octubre, sacó otro EP con DJ Paul de Three 6 Mafia llamado 'Black Flag'."

### 2014-2015: Love Story
El 28 de junio de 2014, lanzó en Shade 45 el primer single, 'Box Chevy V', y anunció la fecha de estreno del álbum. El álbum fue lanzado el 21 de abril de 2015, dos años después del anuncio del nombre del álbum. Fue producido por SupaHot Beats y productores de Shady Records, entre ellos Eminem, quien produjo 3 canciones: 'Love Story', que cuenta con los singles 'Box Chevy V', 'Till It's Gone', 'Whiskey in a Bottle', 'American You' y 'Best Friend', siendo Eminem el único artista colaborador en el disco.
'Love Story' alcanzó el #2 en los Billboard Hot 100 en su primera semana. Dos días después del lanzamiento del disco, estrenó el vídeo oficial de 'Best Friend' junto a Eminem. Este álbum también marcó el debut de Yelawolf como productor.

### 2015 Trial By Fire
El 22 de septiembre de 2015, anuncia que su próximo álbum será llamado "Trial By Fire". El 23 de septiembre de 2016, lanza el primer single, "Daylight" que contó con vídeo oficial el mismo día.

## Videojuegos
- "Driver: San Francisco: "No Hands" (canción incluida en el juego) 2011
- "WWE 2K16 : "Till it's Gone remix by Dan Heath" (canción del tracklist del juego) 2015
- "Battlefield: Hardline : "Outer Space" (canción incluida en el juego) 2015
- "Call Of Duty: Black Ops 3 : "Till It's Gone" (canción del tráiler del modo multijugador) 2015
- "WWE 2K17 : "Out of Control" ft Travis Barker (canción incluida en el tracklist)
- "Saints Row: The Third : "Good To Go" ft. Bun B (canción incluida en la radio del juego)

## Películas e intervenciones
- 2012: "GUTTER" (Productor del corto de 10 min. de su canción con Rittz "Growin up in the Gutter")
- 2015: "Till It's Gone" (Apareció en un capítulo de la serie "Sons of Anarchy" )
- 2015: "Till It's Gone (Apareció en el tráiler de la película "Black Mass")

## Videoclips
- Yelawolf: "Till it's Gone" (2014)
- Yelawolf ft. Eminem: "Best Friend" (2015)
- Yelawolf: "Johnny Cash" (2015)
- Yelawolf: "American You" (2015)
- Yelawolf: "Whiskey In A Bottle" (2015)
- Yelawolf: "Box Chevy V" (2014)
- Yelawolf: "F.A.S. T Ride" (2013)
- Yelawolf: "Way Out" (2013)
- Paul Wall ft. Yelawolf: "Hustle" (2013)
- Yelawolf: "Pop The Trunk" (2010)
- Yelawolf: "Daddy's Lambo" (2010)
- Yelawolf ft. Kid Rock: "Let's Roll" (2012)
- Yelawolf ft. Lil Jon: "Hard White (Up in the Club)" (2012)
- Rittz ft. Yelawolf: "Sleep At Night" (2012)
- Yelawolf ft. Prince CyHill "I Wish remix" (2011)
- Travis Barker ft. Yelawolf: "Push 'Em" (2013)
- Travis Barker ft. Yelawolf: "Whistle Dixie" (2013)
- Travis Barker ft. Tim Amstrong, Yelawolf: "6 Feet Underground" (2013)
- Travis Barker ft. Yelawolf: "Funky Shit" (2013)
- Travis Barker ft. Busta Rhymes, Lil Jon, Twista y Yelawolf: "Lets Go" (2012)
- Struggle ft. Yelawolf: "Outlaw Shit" (2012)
- Stevie Stone ft. Yelawolf: "Dollar General" (2013)
- Yelawolf: "Kickin'" (2008)
- Yelawolf: "Row Your Boat" (2017)
- Yelawolf: "Daylight" (2017)
- Yelawolf ft. Travis Barker, Juicy J: "Punk" (2017)

## Discografía

### Como solista
- "Creek Water" (2005, EP)
- "Arena Rap" (2008, EP)
- "Trunk Muzik" (2009, EP)
- "Trunk Muzik 0-60" (2010, mixtape)
- "Radioactive" (2011, álbum)
- "Heart of Dixie" (2011, EP)
- "The Slumdon Bridge" (con Ed Sheeran, 2012, EP)
- "Psycho White" (con Travis Barker, 2012, EP)
- "Trunk Muzik Returns" (2013, EP)
- "Love Story" (2015)
- "H.O.T.E.L." (2016, EP)
- "Trial by Fire" (2017, álbum)
- "Trunk Muzik 3" (2019, álbum)
- "Ghetto Cowboy" (2019, álbum)
- "Black Sheep" (con Caskey, 2021, álbum)
- "TURQUOiSE TORNADO" (con Riff Raff, 2021, álbum)
- "Mud Mouth" (2021, álbum)
- "Sometimes Y" (con Shooter Jennings, 2022, álbum)